# Brussels Cycling Classic 2025
La Brussels Cycling Classic 2025, centocinquesima edizione della corsa e valida come evento dell'UCI ProSeries 2025 categoria 1.Pro, si svolse l' 8 giugno 2025 su un percorso di 205,5 km, con partenza e arrivo a Bruxelles, in Belgio. La vittoria fu appannaggio del belga Tim Merlier, il quale completò il percorso in 4h44'43", alla media di 43,306 km/h, precedendo il francese Alexis Renard ed il connazionale Arnaud De Lie.
Sul traguardo di Bruxelles 121 ciclisti, dei 156 partiti dalla medesima località, portarono a termine la manifestazione.

## Squadre e corridori partecipanti
| N.      | Cod. | Squadra                 |
| ------- | ---- | ----------------------- |
| 1-7     | UXM  | Uno-X Mobility          |
| 11-17   | SOQ  | Soudal Quick-Step       |
| 21-27   | IWA  | Intermarché-Wanty       |
| 31-37   | ADC  | Alpecin-Deceuninck      |
| 41-47   | ARK  | Arkéa-B&B Hotels        |
| 51-57   | COF  | Cofidis                 |
| 61-67   | GFC  | Groupama-FDJ            |
| 71-77   | RBH  | Red Bull-Bora-Hansgrohe |
| 81-87   | TPP  | Team Picnic PostNL      |
| 91-97   | XAT  | XDS Astana Team         |
| 101-107 | CJR  | Caja Rural-Seguros RGA  |
| 111-116 | EKP  | Equipo Kern Pharma      |

| N.      | Cod. | Squadra                     |
| ------- | ---- | --------------------------- |
| 121-127 | EUS  | Euskaltel-Euskadi           |
| 131-137 | IPT  | Israel-Premier Tech         |
| 141-147 | LOT  | Lotto                       |
| 151-157 | Q36  | Q36.5 Pro Cycling Team      |
| 161-167 | TFT  | Solution Tech Vini Fantini  |
| 171-177 | TFB  | Team Flanders-Baloise       |
| 181-187 | TEN  | TotalEnergies               |
| 191-197 | TUD  | Tudor Pro Cycling Team      |
| 201-207 | RKT  | Unibet Tietema Rockets      |
| 211-217 | VBF  | VF Group-Bardiani CSF-Faiz. |
| 221-227 | WB2  | Wagner Bazin WB             |

## Ordine d'arrivo (Top 10)
| Pos. | Corridore          | Squadra       | Tempo    |
| ---- | ------------------ | ------------- | -------- |
| 1    | Tim Merlier        | Soudal        | 4h44'43" |
| 2    | Alexis Renard      | Cofidis       | s.t.     |
| 3    | Arnaud De Lie      | Lotto         | s.t.     |
| 4    | Milan Menten       | Lotto         | s.t.     |
| 5    | Sandy Dujardin     | TotalEnergies | s.t.     |
| 6    | Pavel Bittner      | Picnic        | s.t.     |
| 7    | Ethan Vernon       | Israel        | s.t.     |
| 8    | Alexander Kristoff | Uno-X         | s.t.     |
| 9    | Simon Dehairs      | Alpecin       | s.t.     |
| 10   | Thibaud Gruel      | Groupama      | s.t.     |